# Quaranta rugents

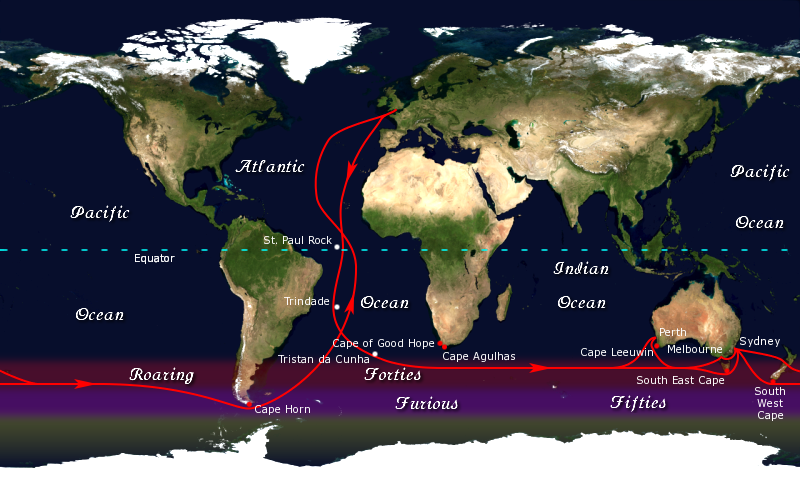
La Ruta del Clíper seguida per vaixells de vela entre Anglaterra i Austràlia/Nova Zelanda. Els quaranta rugents, en color grana. Els cinquanta furiosos, en color lila.

Els quaranta rugents (originalment en anglès: Roaring Forties) és el nom que donen, especialment els navegants, a les latituds entre el paral·lel 40º sud i el paral·lel 50° sud, s'anomenen així pels vents dominants de l'oest bulliciosos. Com que hi ha poca massa de terra que els alenteixi, aquests vents són especialment forts a l'hemisferi sud, especialment al sud de l'oceà Índic. les latituds de 50º és quan aquests vents són més forts.
Els vents d'aquesta banda de latitud han estat significatius en la ruta dels vaixells de vela clípers. Probablement el primer a identificar-los va ser el neerlandès Henderik Brouwer el 1610 per utilitzar-los en fer un viatge ràpid per l'Índic en la ruta de Batavia.